# Gadoua
Gadoua est un village du Cameroun.  Situé dans la Région de l'Extrême-Nord et dans le département du Mayo-Sava, il fait partie de l'arrondissement de Tokombéré et plus précisément du canton de Serawa.

## Situation géographique
Caractérisé par une altitude moyenne d’environ 850 mètres, le village de Gadoua est localisé à 10° 48' 8’’ Nord et 14° 5' 20’’ Est. Gadoua est à environ 9 km de la ville de Tokombéré et à 7,7 km de Serawa.

## Population
En 1966-1967 la population de Gadoua était estimée à 546 habitants, principalement Guemzek (ou Gemzek). Lors du recensement de 2005, 1 159 personnes y ont été dénombrées.
La langue véritable de la population est le gaduwa. Cette langue est exclusivement parlée dans le seul village de Gadoua. Or tous les locuteurs du gaduwa parlent également le guemzek d'où ils sont considérés comme Guemzek. Ce bilinguisme déséquilibré menace de disparition la langue gaduwa.

## Activités économiques
L’agriculture, l’élevage et le petit commerce sont les principales activés des habitants de Gadoua. Le village dispose d'un marché hebdomadaire animé le dimanche et où sont commercialisés des produits de première nécessité.
L'agriculture et l'élevage souffrent d'une faible productivité à cause de nombreux problèmes récurrents (mauvaise organisation, faible encadrement technique, appauvrissement des terres et des pâturages, manque d'intrants, faible appui financier...).

## Services sociaux de base
Gadoua tout comme les autres villages environnement sont sevrés d'infrastructures de base (points d'eau potable, centres de santé, routes viables).  Le village sollicite auprès des autorités communales la construction d'écoles, de latrines, de points d'eau, de centre de santé et autres infrastructures nécessaires à l'épanouissement de la population.  
En 2013 Gadoua n'est pas couvert par le réseau électrique.